# Семисточный
Семисто́чный — село в Облученском районе Еврейской автономной области, входит в Бирское городское поселение.

## География
Село Семисточный стоит на левом берегу реки Бира.
Село Семисточный расположено на автотрассе Чита — Хабаровск, рядом проходит Транссибирская магистраль.
Расстояние до Биробиджана — около 30 км (на восток по автотрассе Чита — Хабаровск), расстояние до административного центра городского поселения пос. Бира (на запад по автотрассе Чита — Хабаровск) — около 12 км.

## Население
| 2002 | 2010 |
| ---- | ---- |
| 391  | ↘333 |

## Инфраструктура
- Станция Дальневосточной железной дороги.